# Stadsprijs Geraardsbergen 2022
De 90e editie van de Belgische wielerwedstrijd Stadsprijs Geraardsbergen werd verreden op 31 augustus 2022. De start en finish vonden plaats in Geraardsbergen. De winnaar was Mathieu van der Poel, gevolgd door David van der Poel en Bart Lemmen.

## Uitslag
| Stadsprijs Geraardsbergen 2022 |                      |                                   |          |
| Plaats                         | Naam                 | Ploeg                             | Tijd     |
| Winnaar                        | Mathieu van der Poel | Alpecin-Deceuninck                | 3u18'11" |
| 2                              | David van der Poel   | Alpecin-Fenix                     | +54"     |
| 3                              | Bart Lemmen          | VolkerWessels Cycling Team        | z.t.     |
| 4                              | Elias Van Breussegem | Veranda's Willems-Crelan          | +59"     |
| 5                              | Peter Schulting      | VolkerWessels Cycling Team        | +1' 22"  |
| 6                              | Thimo Willems        | Minerva Cycling Team              | z.t.     |
| 7                              | Jérôme Baugnies      | geen                              | z.t.     |
| 8                              | Yentl Vandevelde     | Minerva Cycling Team              | z.t.     |
| 9                              | Thibau Verhofstadt   | Tarteletto-Isorex                 | z.t.     |
| 10                             | Ivan Centrone        | Geofco-Doltcini Materiel Velo.com | z.t.     |

1912 · 1913 · 1914–1926 · 1927 · 1928–1932 · 1933 · 1934 · 1935 · 1936 · 1937 · 1938 · 1939 · 1940 · 1941 · 1942 · 1943 · 1944 · 1945 · 1946 · 1947 · 1948 · 1949 · 1950 · 1951 · 1952 · 1953 · 1954 · 1955 · 1956 · 1957 · 1958 · 1959 · 1960 · 1961 · 1962 · 1963 · 1964 · 1965 · 1966 · 1967 · 1968 · 1969 · 1970 · 1971 · 1972 · 1973 · 1974 · 1975 · 1976 · 1977 · 1978 · 1979 · 1980 · 1981 · 1982 · 1983 · 1984 · 1985 · 1986 · 1987 · 1988 · 1989 · 1990 · 1991 · 1992 · 1993 · 1994 · 1995 · 1996 · 1997 · 1998 · 1999 · 2000 · 2001 · 2002 · 2003 · 2004 · 2005 · 2006 · 2007 · 2008 · 2009 · 2010 · 2011 · 2012 · 2013 · 2014 · 2015 · 2016 · 2017 · 2018 · 2019 · 2020 · 2021 · 2022